# المدارم (أسلم)

تعديل مصدري - تعديل

المدارم هي إحدى قرى عزلة أسلم الشام بمديرية أسلم التابعة لمحافظة حجة، بلغ تعداد سكانها 38 نسمة حسب تعداد اليمن لعام 2004.